# Fornsigtuna
Fornsigtuna (littéralement "ancien Sigtuna"), appelé de nos jours Signhildsberg, est un site archéologique de l'Âge du fer germanique et du Moyen Âge situé à environ 4 km à l'ouest de Sigtuna, de l'autre côté d'un étroit fjärd du lac Mälar, dans la commune de Upplands-Bro en Suède. Le site fut l'objet d'importantes fouilles archéologiques dans les années 1980, qui révélèrent entre autres deux grands halls, un port, un tumulus utilisé lors de séances de l'assemblée (Tingshög) et de nombreuses tombes, le tout s'étalant entre le Ve siècle et le Xe siècle. Le site s'appelait alors probablement Sigtuna, mais fut déplacé vers son nouvel emplacement, l'ancien site prenant alors le nom de Fornsigtuna (ancien Sigtuna). Fornsigtuna est mentionné dans les années 1170 dans une lettre du pape Alexandre III. Le site appartenait apparemment à l'évêché de Sigtuna, mais lorsque celui-ci fut transféré vers Uppsala, la couronne confisqua Fornsigtuna. Le site changea de nom pour Signhildsberg lors de la construction du manoir de Signhildsberg au XVIIe siècle.
Fornsigtuna est aussi mentionné dans les saga, tels que la Saga des Ynglingar, la Saga séparée de Saint Olaf et la Saga d'Örvar-Oddr, ainsi que dans la Geste des Danois. Le site est associé, dans ces textes, à une grande importance païenne et à la présence d'un pouvoir majeur. Le site sert effectivement de point d'appui de l'autorité des premiers rois de Suède tels qu'Éric VI et Olof Skötkonung qui opèrent la transition du site vers son nouvel emplacement à Sigtuna.